# Guido Secreto
Guido Secreto (Cigliano, 28 aprile 1895 – Torino, 20 settembre 1985) è stato un politico italiano, sindaco di Torino nel 1973.

## Biografia
Studiò giurisprudenza all'Università di Torino ed entrò nel partito socialista. Combatté nella prima guerra mondiale e in seguito intraprese la carriera di avvocato.
Nel 1951 divenne vicesindaco di Torino, carica che mantenne per moltissimi anni, pur facendo parte di giunte diverse. Fu deputato per 3 legislature nelle file del Partito Socialista Democratico Italiano, dal 1953 al 1968.
Nella 1973 fu eletto sindaco, sostenuto da una coalizione di socialisti e comunisti, in seguito a una profonda crisi della precedente giunta di centrosinistra. A partire dal mese di agosto vennero richieste le sue dimissioni, ma Secreto si dimise soltanto il 5 dicembre 1973, e mantenne l'incarico di vicesindaco fino alle elezioni amministrative del 15 giugno 1975.
Morì a Torino il 20 settembre 1985.
Il Comune di Cigliano gli ha dedicato la sua biblioteca civica.

## Incarichi parlamentari
- Vicepresidente della	COMMISSIONE SPECIALE PER L'ESAME DELLA PROPOSTA DI LEGGE DE FRANCESCO N.1459: "NORME GENERALI SULL'AZIONE AMMINISTRATIVA" (II legislatura)
- Componente della GIUNTA DEL REGOLAMENTO (II)
- Componente della I COMMISSIONE (AFFARI INTERNI) (II)
- Componente della III COMMISSIONE (GIUSTIZIA) (II)
- Componente della VI COMMISSIONE (ISTRUZIONE E BELLE ARTI) (II)
- Componente della COMMISSIONE SPECIALE PER L'ESAME DEL DISEGNO DI LEGGE N.1738: "PROVVEDIMENTI STRAORDINARI PER LA CALABRIA" E DELLE SIMILIARI PROPOSTE DI LEGGE NN.1147 E 2837 (II)
- Componente della COMMISSIONE SPECIALE PER L'ESAME DELLE PROPOSTE DI LEGGE COSTITUZIONALI ALDISIO E LI CAUSI NN.2406 E 2810 CONCERNENTI L'ALTA CORTE PER LA REGIONE SICILIANA E LA CORTE COSTITUZIONALE (II)
- Vicepresidente della COMMISSIONE SPECIALE PER L'ESAME DELLA PROPOSTA DI LEGGE LUCIFREDI ED ALTRI N.195: "NORME GENERALI SULL'AZIONE AMMINISTRATIVA" (III)
- Componente della VII COMMISSIONE (DIFESA) (III)
- Componente della VIII COMMISSIONE (ISTRUZIONE E BELLE ARTI) (III)
- Componente della IX COMMISSIONE (LAVORI PUBBLICI) (III)
- Componente della GIUNTA DELLE ELEZIONI (IV)
- Componente della COMMISSIONE DIFESA (IV)